# Distintivo

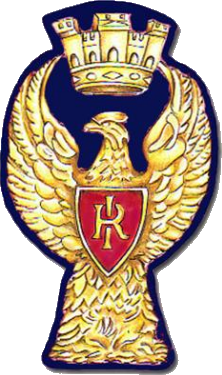
Il distintivo della Polizia di Stato

Un distintivo è un segno di riconoscimento che viene esibito o mostrato per indicare un simbolo di autorità (es. polizia) o l'esercizio di un'attività lavorativa; può anche indicare lo stato di studente o essere un semplice mezzo di identificazione.
I distintivi possono essere in metallo, stoffa, cuoio, gomma o plastica; a volte anche in cartoncino ed inseriti in appositi porta distintivo. Di solito vengono applicati a vestiti, borse o veicoli.
Sono utilizzate nelle organizzazioni sociali o statali; ad esempio nelle forze armate i distintivi sono spesso usati per indicare il grado o le qualificazioni ricevute con l'addestramento militare. Anche le organizzazioni giovanili come gli scout li usano per indicare l'appartenenza all'associazione e il grado.